# Nicolas Reidtler
Nicolas Reidtler (nascido em 5 de dezembro de 1947) é um ex-ciclista venezuelano que foi um dos atletas a representar o seu país nos Jogos Olímpicos de 1976, em Montreal, competindo na estrada, mas não completou a prova.